# Карталінська Запань
Карталі́нська Запа́нь (рос. Карталинская Запань, башк. Кәртәле-Запань) — село у складі Бєлорєцького району Башкортостану, Росія. Входить до складу Ішлинської сільської ради.
Населення — 17 осіб (2010; 30 в 2002).
Національний склад:
- росіяни — 54%
- башкири — 40%